# Begonia symhirta
Espèce
Synonymes
- Symbegonia hirta Ridl.[1] [2]

Begonia symhirta est une espèce de plantes de la famille des Begoniaceae.
L'espèce fait partie de la section Symbegonia.
Elle a été décrite en 2003 par Laura L. Forrest (2003) et Peter M. Hollingsworth (2003).

## Répartition géographique
Cette espèce est originaire du pays suivant : New Guinea.